# Рихтгоф, Юхан
Юхан Корнелиус «Белоснежка» Рихтгоф (швед. Johan Cornelius "Snövit" Richthoff; 30 апреля 1898, Лимхамн, Мальмё, Швеция — 1 октября 1983, Лимхамн, Мальмё, Швеция) — шведский борец вольного и греко-римского стиля, двукратный чемпион Олимпийских игр, двукратный чемпион Европы, шестикратный чемпион Швеции 

## Биография
Юхан Рихтгоф родился в семье рыбака в прибрежном городке Лимхамне. Спортом начал заниматься рано, сначала футболом, затем лёгкой атлетикой, а затем, когда в городе был организован клуб борьбы — то и борьбой, сначала греко-римской, а затем вольной.
На Летних Олимпийских играх 1924 года в Париже боролся в весовой категории свыше 87 килограммов (тяжёлый вес). Турнир в вольной борьбе проводился по системе с выбыванием из борьбы за чемпионский титул после поражения, с дальнейшими схватками за второе и третье места. Схватка продолжалась 20 минут и если победитель не выявлялся в это время, назначался дополнительный 6-минутный раунд борьбы в партере. В категории боролись 11 спортсменов.
| Круг | Соперник         | Страна         | Результат | Основание | Время схватки |
| ---- | ---------------- | -------------- | --------- | --------- | ------------- |
| 1    | Альберт Сангвайн | Великобритания | Победа    | Туше      | -             |
| 2    | Анри Вернли      | Швейцария      | Поражение | По очкам  | -             |

По результатам соревнований разделил 4-6 места с ещё двумя участниками.
В 1926 и 1927 годах выступал на соревнованиях по греко-римской борьбе и дважды был в призёрах на чемпионатах Европы.
На Летних Олимпийских играх 1928 года в Амстердаме боролся в весовой категории свыше 87 килограммов (тяжёлый вес). Регламент соревнований остался прежним. В категории боролись 7 спортсменов.
| Круг      | Соперник       | Страна                    | Результат | Основание | Время схватки |
| --------- | -------------- | ------------------------- | --------- | --------- | ------------- |
| 1         | Аукусти Сивола | Финляндия                 | Победа    | По очкам  | -             |
| Полуфинал | Эдмонд Дам     | Франция                   | Победа    | По очкам  | -             |
| Финал     | Эд Дон Джорджа | Соединённые Штаты Америки | Победа    | По очкам  | -             |

В 1929 и 1930 годах победил на чемпионатах Европы.
На Летних Олимпийских играх 1932 года в Лос-Анджелесе свыше 87 килограммов (тяжёлый вес). Выбывание из турнира проходило по мере накопления штрафных баллов. Схватку судили трое судей, за чистую победу штрафные баллы не начислялись, за победу решением судей при любом соотношении голосов начислялся 1 штрафной балл, за проигрыш решением 2-1 начислялись 2 штрафных балла, проигрыш решением 3-0 и чистый проигрыш карался 3 штрафными баллами. В категории боролись только 3 спортсмена.
| Круг | Соперник        | Страна                    | Результат | Основание | Время схватки |
| ---- | --------------- | ------------------------- | --------- | --------- | ------------- |
| 1    | Джек Райли      | Соединённые Штаты Америки | Победа    | По очкам  | -             |
| 2    | Николаус Хиршль | Австрия                   | Победа    | По очкам  | -             |

По результатам подсчёта очков стал олимпийским чемпионом.
Оставшись в США, перешёл в профессионалы. Менее чем за год провёл 98 схваток, в 90 выиграл и 8 схваток закончил вничью. Затем Юхан Рихтгоф вернулся на родину, на Летних Олимпийских играх 1936 года был тренером сборной Швеции. Затем был популяризатором здорового образа жизни, читая лекции по всей стране, в которых также касался необходимости воздержания и подчёркивал важность христианского учения.
Умер в 1983 году.